# Robert La Caze
Robert Adrien Antoine Marie La Caze (* 26. Februar 1917 in Paris; † 1. Juli 2015 in Le Cannet) war ein französischer Automobilrennfahrer.

## Karriere
Obwohl Franzose verbrachte La Caze seine gesamte Rennkarriere in Nordafrika und fuhr viele Jahre mit marokkanischer Rennlizenz. La Caze bestritt Straßen- und Rundstreckenrennen, auch bei Rallyes war er am Start. Zum Einsatz kamen Rennfahrzeuge von Renault, Lancia und Delahaye. 1954 gewann er die internationale Marokko-Rallye auf einem Simca und pilotierte 1957 bei den 24 Stunden von Le Mans einen Werks-Gordini.
Als 1958 in Marokko ein Lauf zur Automobil-Weltmeisterschaft ausgetragen wurde, erhielt La Caze eine Einladung am Rennen teilzunehmen. Mit einem Formel-2-Cooper T45 wurde La Caze Dritter in der Wertung der Formel-2-Wagen und 14. in der Gesamtwertung.
Nach dem Tod von Paul Pietsch war Robert La Caze der älteste noch lebende Formel-1-Rennfahrer. Ihm folgte André Guelfi.
Robert La Caze verstarb Anfang Juli 2015 im hohen Alter von 98 Jahren in Le Cannet.

## Statistik

### Statistik in der Formel 1

#### Gesamtübersicht
| Saison | Team           | Chassis    | Motor         | Rennen | Siege | Zweiter | Dritter | Poles | schn. Rennrunden | Punkte | WM-Pos. |
| ------ | -------------- | ---------- | ------------- | ------ | ----- | ------- | ------- | ----- | ---------------- | ------ | ------- |
| 1958   | Robert La Caze | Cooper T45 | Climax 1.5 L4 | 1      | –     | –       | –       | –     | –                | –      | NC      |
| Gesamt | Gesamt         | Gesamt     | Gesamt        | 1      | –     | –       | –       | –     | –                | –      |         |

#### Einzelergebnisse
| Saison | 1 | 2 | 3 | 4 | 5 | 6 | 7 | 8 | 9 | 10 | 11 |
| ------ | - | - | - | - | - | - | - | - | - | -- | -- |
| 1958   |   |   |   |   |   |   |   |   |   |    |    |
|        |   |   |   |   |   |   |   |   |   | 14 |    |

| Legende  | Legende            | Legende                                                          |
| Farbe    | Abkürzung          | Bedeutung                                                        |
| -------- | ------------------ | ---------------------------------------------------------------- |
| Gold     | –                  | Sieg                                                             |
| Silber   | –                  | 2. Platz                                                         |
| Bronze   | –                  | 3. Platz                                                         |
| Grün     | –                  | Platzierung in den Punkten                                       |
| Blau     | –                  | Klassifiziert außerhalb der Punkteränge                          |
| Violett  | DNF                | Rennen nicht beendet (did not finish)                            |
| Violett  | NC                 | nicht klassifiziert (not classified)                             |
| Rot      | DNQ                | nicht qualifiziert (did not qualify)                             |
| Rot      | DNPQ               | in Vorqualifikation gescheitert (did not pre-qualify)            |
| Schwarz  | DSQ                | disqualifiziert (disqualified)                                   |
| Weiß     | DNS                | nicht am Start (did not start)                                   |
| Weiß     | WD                 | zurückgezogen (withdrawn)                                        |
| Hellblau | PO                 | nur am Training teilgenommen (practiced only)                    |
| Hellblau | TD                 | Freitags-Testfahrer (test driver)                                |
| ohne     | DNP                | nicht am Training teilgenommen (did not practice)                |
| ohne     | INJ                | verletzt oder krank (injured)                                    |
| ohne     | EX                 | ausgeschlossen (excluded)                                        |
| ohne     | DNA                | nicht erschienen (did not arrive)                                |
| ohne     | C                  | Rennen abgesagt (cancelled)                                      |
| ohne     | keine WM-Teilnahme |                                                                  |
| sonstige | P/fett             | Pole-Position                                                    |
| sonstige | 1/2/3/4/5/6/7/8    | Punktplatzierung im Sprint-/Qualifikationsrennen                 |
| sonstige | SR/kursiv          | Schnellste Rennrunde                                             |
| sonstige | *                  | nicht im Ziel, aufgrund der zurückgelegten Distanz aber gewertet |
| sonstige | ()                 | Streichresultate                                                 |
| sonstige | unterstrichen      | Führender in der Gesamtwertung                                   |

### Le-Mans-Ergebnisse
| Jahr | Team           | Fahrzeug           | Teamkollege        | Platzierung | Ausfallgrund     |
| ---- | -------------- | ------------------ | ------------------ | ----------- | ---------------- |
| 1957 | Equipe Gordini | Gordini T15S       | Charles de Clareur | Ausfall     | Motorschaden     |
| 1959 | Jean Kerguen   | Porsche 550 RS     | Jean Kerguen       | Ausfall     | Kupplungsschaden |
| 1960 | Jean Kerguen   | Porsche 718 RS60/4 | Jean Kerguen       | Ausfall     | Antriebswelle    |

### Einzelergebnisse in der Sportwagen-Weltmeisterschaft
| Saison | Team         | Rennwagen      | 1   | 2   | 3   | 4   | 5   | 6   | 7   |
| ------ | ------------ | -------------- | --- | --- | --- | --- | --- | --- | --- |
| 1955   |              | Renault 4CV    | BUA | SEB | MIM | LEM | RTT | TAR |     |
| 1955   |              | Renault 4CV    | DNF |     |     |     |     |     |     |
| 1957   | Gordini      | Gordini T15S   | BUA | SEB | MIM | NÜR | LEM | KRI | CAR |
| 1957   | Gordini      | Gordini T15S   |     | DNF |     |     |     |     |     |
| 1959   | Jean Kerguen | Porsche 550    | SEB | TAR | NÜR | LEM | RTT |     |     |
| 1959   | Jean Kerguen | Porsche 550    | DNF |     |     |     |     |     |     |
| 1960   | Jean Kerguen | Porsche 718 RS | BUA | SEB | TAR | NÜR | LEM |     |     |
| 1960   | Jean Kerguen | Porsche 718 RS |     | DNF |     |     |     |     |     |